# Erioptera serpentina
Erioptera serpentina là một loài ruồi trong họ Limoniidae. Chúng phân bố ở miền Tân bắc.